# Meia Maratona de Santo André
Meia Maratona cidade de Santo André é uma das principais meias maratonas do calendário  de corridas de rua do Brasil,
a prova é disputada entre  as principais vias da cidade de Santo André cruzando o município de ponta a ponta. Possui uma grande qualidade técnica, com a participação histórica dos melhores atletas do Brasil e de vários convidados do exterior.

## Vencedores
| Ano  | Masculino                 | Tempo     | Feminino                  | Tempo     | Ref    |
| ---- | ------------------------- | --------- | ------------------------- | --------- | ------ |
| 2002 | Marílson Gomes dos Santos | 01:03:27  | Cleusa Maria Irineu       | 01:17:17  | [ 1 ]  |
| 2003 | Paulo Victor Lunkes       | 01:05:58  | Leone Justino da Silva    | 01:15:48  | [ 2 ]  |
| 2004 | Elson Gracioli            | 01:05:33  | Márcia Narloch            | 01:15:15  | [ 3 ]  |
| 2005 | Leandro Guedes            | 01:05:45  | Luzia Pinto               | 01:17:13  | [ 4 ]  |
| 2006 | Luis Paulo Antunes        | 01:05:53  | Marizete de Paula Rezende | 01:15:49  | [ 5 ]  |
| 2007 | Márcio Ribeiro            | 01:05:01  | Valkiria Prieto           | 01:16:48  | [ 6 ]  |
| 2008 | Marílson Gomes dos Santos | 01:02:57* | Andréia Celeste           | 01:19:45  | [ 7 ]  |
| 2009 | Francisco Barboza         | 01:05:58  | Andréia Celeste           | 01:16:54  | [ 8 ]  |
| 2010 | Rogério Ferreira          | 01:09:35  | Ilda Alves                | 01:12:26* | [ 9 ]  |
| 2011 | Marcos Elias              | 01:07:00  | Ilda Alves                | 01:21:54  | [ 10 ] |
| 2012 | Kiprop Mutai              | 01:05:29  | Jacklyne Chemwek          | 01:12:29  | [ 11 ] |
| 2013 | Ivanildo Dias             | 01:09:01  | Beatriz Nascimento        | 01:21:54  | [ 12 ] |
| 2014 | Renilson Vitorino         | 01:10:56  | Sandra Maria              | 01:37:36  | [ 13 ] |
| 2015 | Raphael Magalhães         | 01:10:01  | Katia Funicelli Garcia    | 01:32:19  | [ 14 ] |

*Recorde da prova